# Maarten Pouwels
Maarten Roland Pouwels (Leiderdorp, 28 augustus 1998) is een Nederlands voetballer die doorgaans speelt als spits. In augustus 2025 verliet hij Waterford. Pouwels is de kleinzoon van oud-voetballer Gerrit Borghuis.

## Clubcarrière
Pouwels speelde van 2003 tot juni 2018 bij SV Dalfsen. In de zomer van 2018 verkaste hij naar Go Ahead Eagles, waar hij een amateurcontract voor één seizoen tekende. Zijn debuut maakte de aanvaller in de eerste speelronde van de Eerste divisie. In eigen huis werd gespeeld tegen Jong FC Utrecht. Pouwels viel een kwartier voor tijd in voor Thomas Verheydt. Pouwels maakte acht minuten voor tijd 4-0 op aangeven van Jaroslav Navrátil.
Op 31 augustus 2018 viel hij tegen MVV Maastricht na zesenzestig minuten in voor Verheydt. Op dat moment stond het 1-1 door treffers van Luc Mares en Van der Venne. Vier minuten na zijn entree wist Pouwels de winnende treffer voor zijn rekening te nemen, op aangeven van Istvan Bakx. Hierop deelde de clubleiding ook een tweejarig contract uit aan de spits.
Na afloop van dit contract besloot de spits de club uit Deventer achter zich te laten. In augustus tekende hij voor twee seizoenen bij SC Cambuur, met een optie op een jaar extra. Pouwels speelde negen wedstrijden voor Cambuur, dat kampioen werd en promoveerde naar de Eredivisie. De spits zelf maakte de stap naar die competitie niet mee met de club, aangezien hij transfervrij mocht vertrekken en tekende bij Almere City.
In mei 2023 werd hij overgenomen door Louisville City, uitkomend in het USL Championship. Hij maakte zijn eerste doelpunt voor Louisville City op 3 september tegen Colorado Springs Switchbacks. Na zeventien wedstrijden verliet Pouwels de Amerikaanse club, waarna hij terugkeerde naar Nederland om voor een halfjaar bij FC Emmen te tekenen.
Na een half seizoen zonder club tekende Pouwels in december 2024 een contract bij het Ierse Waterford, dat zou ingaan per 1 januari 2025.

## Clubstatistieken
| Seizoen | Club            | Competitie       | Competitie | Competitie | Beker | Beker | Internationaal | Internationaal | Nacompetitie | Nacompetitie | Totaal | Totaal |
| Seizoen | Club            | Competitie       | Wed.       | Dlp.       | Wed.  | Dlp.  | Wed.           | Dlp.           | Wed.         | Dlp.         | Wed.   | Dlp.   |
| ------- | --------------- | ---------------- | ---------- | ---------- | ----- | ----- | -------------- | -------------- | ------------ | ------------ | ------ | ------ |
| 2018/19 | Go Ahead Eagles | Eerste divisie   | 19         | 3          | 1     | 0     | —              | —              | 2            | 0            | 22     | 3      |
| 2019/20 | Go Ahead Eagles | Eerste divisie   | 13         | 4          | 3     | 0     | —              | —              | —            | —            | 16     | 4      |
| 2020/21 | SC Cambuur      | Eerste divisie   | 9          | 0          | 2     | 1     | —              | —              | —            | —            | 11     | 1      |
| 2021/22 | Almere City     | Eerste divisie   | 34         | 7          | 1     | 0     | —              | —              | —            | —            | 35     | 7      |
| 2022/23 | Almere City     | Eerste divisie   | 14         | 0          | 1     | 0     | —              | —              | 0            | 0            | 15     | 0      |
| 2023    | Louisville City | USL Championship | 17         | 1          | 0     | 0     | —              | —              | —            | —            | 17     | 1      |
| 2023/24 | FC Emmen        | Eerste divisie   | 10         | 1          | 0     | 0     | —              | —              | 2            | 0            | 12     | 1      |
| 2025    | Waterford       | Premier Division | 13         | 0          | 2     | 0     | —              | —              | —            | —            | 15     | 0      |
| Totaal  | Totaal          | Totaal           | 130        | 16         | 10    | 1     | 0              | 0              | 4            | 0            | 144    | 17     |

Bijgewerkt op 20 augustus 2025.

## Erelijst
| Eerste divisie | 1 | 2020/21 |